# Staw Kunowski
Staw Kunowski – wieś w Polsce, położona w województwie świętokrzyskim, w powiecie starachowickim, w gminie Brody.
W latach 1975–1998 miejscowość administracyjnie należała do województwa kieleckiego.
| SIMC    | Nazwa       | Rodzaj    |
| ------- | ----------- | --------- |
| 0231337 | Pozorek     | część wsi |
| 0231343 | Rejzmanówka | część wsi |